# São Salvador do Mundo

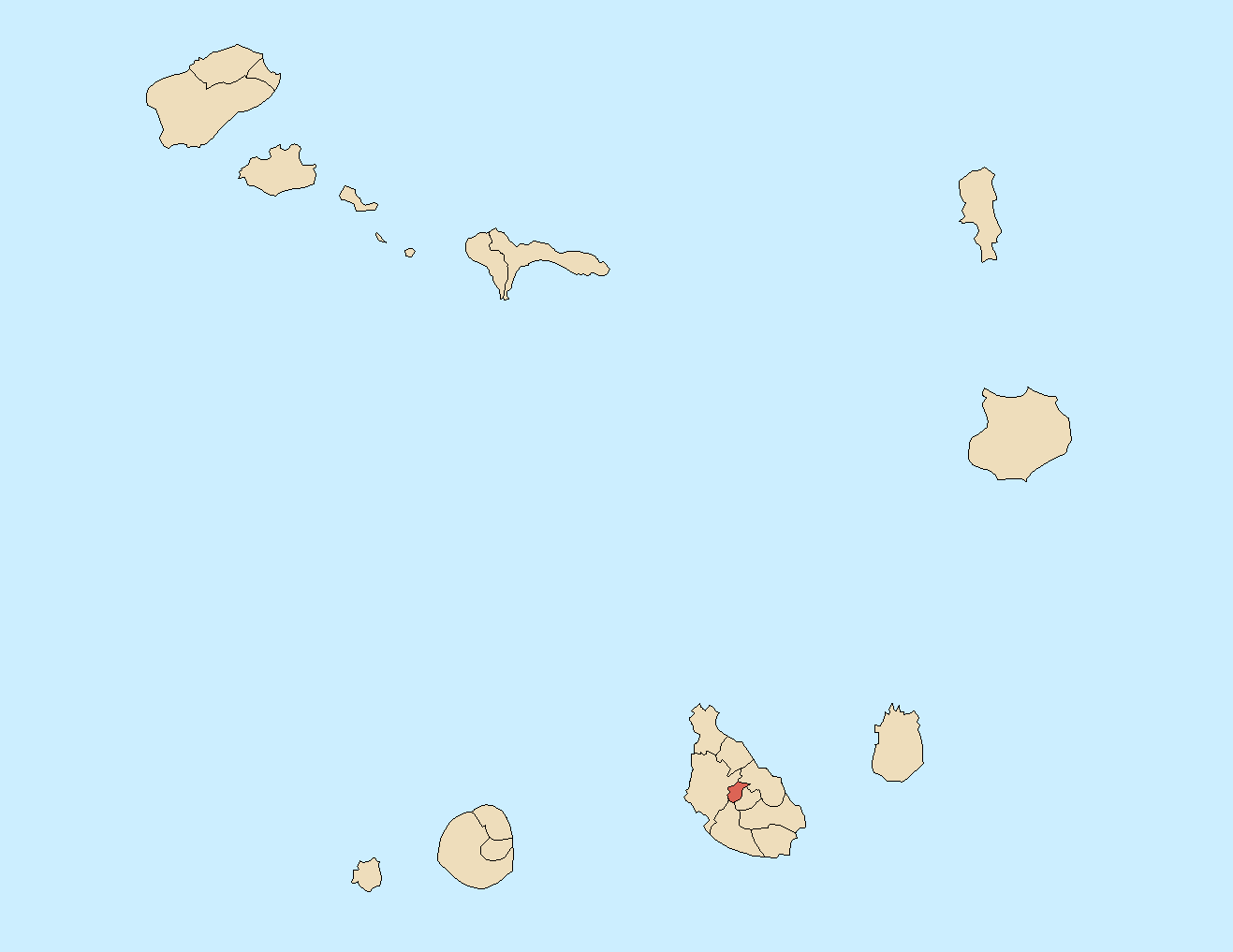
Ligging

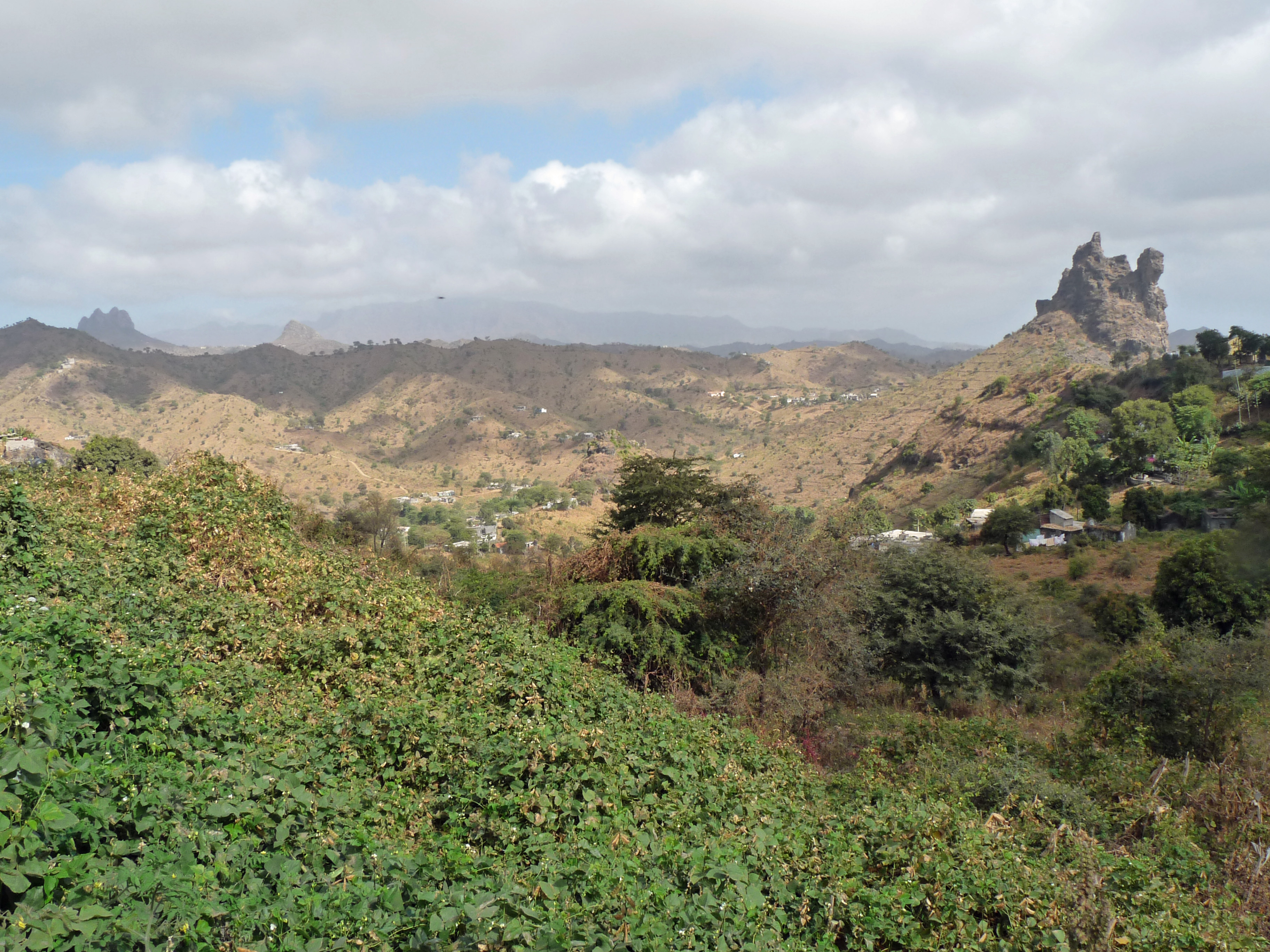

São Salvador do Mundo is een van de 22 gemeentes van Kaapverdië. Het ligt in het centrum van het eiland Santiago.
De hoofdplaats van São Salvador do Mundo is Picos. Binnen de gemeente is één parochie: São Salvador do Mundo.

## Geschiedenis
São Salvador do Mundo werd in 2005 opgericht. Daarvoor maakte het deel uit van de gemeente Santa Catarina.

## Politiek
Kaapverdië wordt op gemeentelijk niveau, net als op landelijk niveau, beheerst door twee partijen: aan de linkerzijde de PAICV en aan de rechterzijde de MpD.

## Economie
De belangrijkste economische sectoren zijn handel, landbouw, visserij en toerisme.